# Pink Sport Time 2020-2021
Questa voce raccoglie le informazioni riguardanti l'Associazione Sportiva Dilettantistica Pink Sport Time nelle competizioni ufficiali della stagione 2020-2021.

## Organigramma societario
- Allenatrice: Cristiana Mitola
- Allenatore in seconda:
- Preparatore portieri:
- Preparatore atletico:

## Rosa
Rosa aggiornata al 30 agosto 2020.
| N. |                        | Ruolo | Calciatrice           |
| -- | ---------------------- | ----- | --------------------- |
| 1  | Finlandia (bandiera)   | P     | Paula Myllyoja        |
| 2  | Italia (bandiera)      | D     | Angela Mascia         |
| 3  | Italia (bandiera)      | D     | Ilaria Capitanelli    |
| 4  | Italia (bandiera)      | D     | Martina Di Bari       |
| 5  | Italia (bandiera)      | D     | Antonella Marrone     |
| 6  | Inghilterra (bandiera) | D     | Danielle Lea          |
| 7  | Italia (bandiera)      | C     | Lucia Strisciuglio    |
| 8  | Italia (bandiera)      | C     | Jenny Piro            |
| 8  | Norvegia (bandiera)    | C     | Marthe Enlid          |
| 9  | Slovenia (bandiera)    | C     | Sara Ketiš            |
| 10 | Italia (bandiera)      | A     | Noemi Manno           |
| 11 | Italia (bandiera)      | A     | Angelica Parascandolo |
| 12 | Svezia (bandiera)      | A     | Emelie Helmvall       |
| 13 | Italia (bandiera)      | D     | Rossella Larenza      |
| 14 | Italia (bandiera)      | C     | Francesca Fiore       |

| N. |                        | Ruolo | Calciatrice               |
| -- | ---------------------- | ----- | ------------------------- |
| 15 | Germania (bandiera)    | C     | Jennifer Cramer           |
| 16 | Italia (bandiera)      | A     | Maria Zecca               |
| 17 | Nigeria (bandiera)     | A     | Rafiat Sule               |
| 18 | Italia (bandiera)      | C     | Ludovica Silvioni         |
| 19 | Italia (bandiera)      | C     | Federica Buonamassa       |
| 20 | Italia (bandiera)      | A     | Desireè Chirillo          |
| 21 | Italia (bandiera)      | C     | Lucia Ceci                |
| 22 | Italia (bandiera)      | A     | Elisa Carravetta          |
| 23 | Italia (bandiera)      | D     | Francesca Soro (capitano) |
| 25 | Italia (bandiera)      | P     | Erika Venanzi             |
| 26 | Rep. Ceca (bandiera)   | A     | Gabriela Matoušková       |
| 29 | Italia (bandiera)      | D     | Francesca Quazzico        |
| 30 | Inghilterra (bandiera) | D     | Chelsea Weston            |
| 31 | Italia (bandiera)      | P     | Rebecca Di Fronzo         |
| 33 | Italia (bandiera)      | D     | Debora Novellino          |

## Calciomercato

### Sessione estiva(dal 1º luglio al 2 settembre)
| Acquisti | Acquisti            | Acquisti       | Acquisti    |
| R.       | Nome                | da             | Modalità    |
| -------- | ------------------- | -------------- | ----------- |
| P        | Erika Venanzi       | Perugia        | [ 4 ]       |
| D        | Danielle Lea        | London Bees    | [ 5 ]       |
| C        | Ludovica Silvioni   | Juventus       | in prestito |
| C        | Lucia Strisciuglio  |                | [ 7 ]       |
| A        | Elisa Carravetta    | Inter          | in prestito |
| A        | Desireè Chirillo    | Cosenza        |             |
| A        | Gabriela Matoušková | Sparta Praga   | [ 9 ]       |
| A        | Rafiat Sule         | Bayelsa Queens | [ 10 ]      |

| Cessioni | Cessioni              | Cessioni         | Cessioni   |
| R.       | Nome                  | a                | Modalità   |
| -------- | --------------------- | ---------------- | ---------- |
| P        | Maria Grazia Balbi    | Pomigliano       | definitivo |
| D        | Paige Culver          | Soyaux           | definitivo |
| D        | Ilaria Trotta         |                  | svincolata |
| C        | Aina Torres           |                  | svincolata |
| C        | Shona Zammit          |                  | svincolata |
| A        | Cristina Carp         | Fortuna Hjørring | definitivo |
| A        | Henna-Riikka Honkanen | JyPK             | definitivo |
| A        | Corina Luijks         | Zulte Waregem    | definitivo |

### Sessione invernale
| Acquisti | Acquisti           | Acquisti     | Acquisti    |
| R.       | Nome               | da           | Modalità    |
| -------- | ------------------ | ------------ | ----------- |
| D        | Francesca Quazzico | Inter        | in prestito |
| D        | Chelsea Weston     | Coventry Utd | [ 15 ]      |
| C        | Jennifer Cramer    |              | definitivo  |
| C        | Marthe Enlid       | Avaldsnes    | definitivo  |
| A        | Maria Zecca        | Roma         | in prestito |

| Cessioni | Cessioni    | Cessioni      | Cessioni   |
| R.       | Nome        | a             | Modalità   |
| -------- | ----------- | ------------- | ---------- |
| C        | Jenny Piro  | Riozzese Como | definitivo |
| A        | Noemi Manno | Pomigliano    | definitivo |

## Risultati

### Serie A

#### Girone di andata
| Arbitro: | Scatena (Avezzano) |

|                  |           |  |
| Manno 27’ (rig.) | Marcatori |  |

| Arbitro: | Frascaro (Firenze) |

|                                      |           |  |
| Andressa Alves 69’ (rig.) Lázaro 88’ | Marcatori |  |

| Arbitro: | Kumara (Verona) |

|                            |           |          |
| Giacinti 4’, 57’ Dowie 24’ | Marcatori | 78’ Soro |

| Arbitro: | Miele (Nola) |

|  |           |                                 |
|  | Marcatori | 20’ De Rita 45’ Polli 89’ Acuti |

| Arbitro: | Delrio (Reggio Emilia) |

|                     |           |  |
| Bragonzi 33’ (rig.) | Marcatori |  |

| Arbitro: | Di Cairano (Ariano Irpino) |

|  |           |                                                 |
|  | Marcatori | 15’ Caruso 25’ Girelli 35’ Cernoia 84’ Stašková |

| Arbitro: | Marcenaro (Genova) |

|                              |           |  |
| Marinelli 36’, 83’ Mauro 44’ | Marcatori |  |

| Arbitro: | Garofalo (Torre del Greco) |

|  |           |                       |
|  | Marcatori | 8’ Quinn 33’ Sabatino |

| Bitetto 6 dicembre 2020, ore 12:30 CET 9ª giornata                                                            | Pink Sport Time | 2 – 4 referto                                     | Sassuolo | Stadio Antonio Antonucci |
| \| \| \| \| \| Helmvall 21’ Silvioni 30’ \| Marcatori \| 10’ Pirone 35’ Cambiaghi 61’ Bugeja 83’ Tomaselli \| |                 |                                                   |          |                          |
| |                 |                                                   |          |                          |
| Helmvall 21’ Silvioni 30’                                                                                     | Marcatori       | 10’ Pirone 35’ Cambiaghi 61’ Bugeja 83’ Tomaselli |          |                          |

| Arbitro: | Moriconi (Roma 2) |

|                                                  |           |                  |
| Baldini 44’ Barbieri 64’, 73’ (rig.), 82’ (rig.) | Marcatori | 4’, 50’ Helmvall |

| Arbitro: | Ubaldi (Roma 1) |

|  |           |            |
|  | Marcatori | 19’ Dongus |

#### Girone di ritorno
| Arbitro: | Ferrieri Caputi (Livorno) |

|                |           |  |
| Popadinova 51’ | Marcatori |  |

| Arbitro: | Pascarella (Nocera Inferiore) |

|  |           |                                                                |
|  | Marcatori | 29’ Bartoli 37’ Lázaro 52’ Giugliano 61’ (rig.) Andressa Alves |

| Arbitro: | Acanfora (Castellammare di Stabia) |

|              |           |                                                              |
| Helmvall 75’ | Marcatori | 6’ Bergamaschi 21’, 88’ Giacinti 23’ Dowie 31’, 60’ Hasegawa |

| Arbitro: | Ancora (Roma 1) |

|                                   |           |                       |
| Dompig 47’ Caloia 50’ Cinotti 70’ | Marcatori | 87’ (rig.) Carravetta |

| Arbitro: | Petrella (Viterbo) |

|  |           |                        |
|  | Marcatori | 56’ Jelenčić 61’ Solow |

| Arbitro: | Lovison (Padova) |

|                                                                                             |           |              |
| Hurtig 11’ Sembrant 21’ Enlid 56’ (aut.) Girelli 63’, 69’, 72’, 87’ Stašková 66’ Salvai 81’ | Marcatori | 61’ Helmvall |

| Arbitro: | Grasso (Ariano Irpino) |

|               |           |                          |
| Novellino 44’ | Marcatori | 59’ Simonetti 71’ Møller |

| Arbitro: | Nicolini (Brescia) |

|                              |           |              |
| Sabatino 51’, 74’ Zanoli 82’ | Marcatori | 88’ Helmvall |

| Arbitro: | Ferrieri Caputi (Livorno) |

|             |           |  |
| Mihashi 58’ | Marcatori |  |

| Arbitro: | Arena (Torre del Greco) |

|                 |           |                           |
| Capitanelli 51’ | Marcatori | 42’ Baldini 61’ Brambilla |

| Arbitro: | Di Marco (Ciampino) |

|                             |           |                  |
| Martinovic 18’ Wagner 45+3’ | Marcatori | 14’ Parascandolo |

### Coppa Italia
| Arbitro: | Gagliardini (Macerata) |

|            |           |          |
| Moraca 58’ | Marcatori | 82’ Ceci |

| Arbitro: | Castellone (Napoli) |

|              |           |                                        |
| Helmvall 47’ | Marcatori | 4’, 61’ Bonansea 7’ Alves 13’ Zamanian |

## Statistiche

### Statistiche di squadra
| Competizione | Punti | In casa | In casa | In casa | In casa | In casa | In casa | In trasferta | In trasferta | In trasferta | In trasferta | In trasferta | In trasferta | Totale | Totale | Totale | Totale | Totale | Totale | DR  |
| Competizione | Punti | G       | V       | N       | P       | Gf      | Gs      | G            | V            | N            | P            | Gf           | Gs           | G      | V      | N      | P      | Gf     | Gs     | DR  |
| ------------ | ----- | ------- | ------- | ------- | ------- | ------- | ------- | ------------ | ------------ | ------------ | ------------ | ------------ | ------------ | ------ | ------ | ------ | ------ | ------ | ------ | --- |
| Serie A      | 3     | 11      | 1       | 0       | 10      | 6       | 30      | 11           | 0            | 0            | 11           | 7            | 32           | 22     | 1      | 0      | 21     | 13     | 62     | -49 |
| Coppa Italia | -     | 1       | 0       | 0       | 1       | 1       | 4       | 1            | 0            | 1            | 0            | 1            | 1            | 2      | 0      | 1      | 1      | 2      | 5      | -3  |
| Totale       | -     | 12      | 1       | 0       | 11      | 7       | 34      | 12           | 0            | 1            | 11           | 8            | 33           | 24     | 1      | 1      | 22     | 15     | 67     | -52 |

### Andamento in campionato
| Giornata  | 1 | 2 | 3 | 4 | 5 | 6  | 7  | 8  | 9  | 10 | 11 | 12 | 13 | 14 | 15 | 16 | 17 | 18 | 19 | 20 | 21 | 22 |
| --------- | - | - | - | - | - | -- | -- | -- | -- | -- | -- | -- | -- | -- | -- | -- | -- | -- | -- | -- | -- | -- |
| Luogo     | C | T | T | C | T | C  | T  | C  | C  | T  | C  | T  | C  | C  | T  | C  | T  | C  | T  | T  | C  | T  |
| Risultato | V | P | P | P | P | P  | P  | P  | P  | P  | P  | P  | P  | P  | P  | P  | P  | P  | P  | P  | P  | P  |
| Posizione | 1 | 6 | 7 | 8 | 9 | 10 | 11 | 11 | 11 | 11 | 11 | 12 | 12 | 12 | 12 | 12 | 12 | 12 | 12 | 12 | 12 | 12 |

Legenda:

Luogo: C = Casa; T = Trasferta. Risultato: V = Vittoria; N = Pareggio; P = Sconfitta.

### Statistiche delle giocatrici
| Giocatore       | Serie A  | Serie A | Serie A     | Serie A    | Coppa Italia | Coppa Italia | Coppa Italia | Coppa Italia | Totale   | Totale | Totale      | Totale     |
| Giocatore       | Presenze | Reti    | Ammonizioni | Espulsioni | Presenze     | Reti         | Ammonizioni  | Espulsioni   | Presenze | Reti   | Ammonizioni | Espulsioni |
| --------------- | -------- | ------- | ----------- | ---------- | ------------ | ------------ | ------------ | ------------ | -------- | ------ | ----------- | ---------- |
| F. Buonamassa   | 7        | 0       | 0           | 0          | 1            | 0            | 0            | 0            | 8        | 0      | 0           | 0          |
| I. Capitanelli  | 19       | 1       | 4           | 0          | 2            | 0            | 1            | 0            | 21       | 1      | 5           | 0          |
| E. Carravetta   | 13       | 1       | 0           | 0          | 1            | 0            | 0            | 0            | 14       | 1      | 0           | 0          |
| L. Ceci         | 13       | 0       | 0           | 0          | 2            | 1            | 0            | 0            | 15       | 1      | 0           | 0          |
| D. Chirillo     | 2        | 0       | 0           | 0          | 0            | 0            | 0            | 0            | 2        | 0      | 0           | 0          |
| J. Cramer       | 4        | 0       | 0           | 0          | -            | -            | -            | -            | 4        | 0      | 0           | 0          |
| M. Di Bari      | 7        | 0       | 1           | 0          | 1            | 0            | 0            | 0            | 8        | 0      | 1           | 0          |
| R. Di Fronzo    | 9        | -27     | 0           | 0          | 1            | -4           | 0            | 0            | 10       | -31    | 0           | 0          |
| M. Enlid        | 10       | 0       | 0           | 0          | -            | -            | -            | -            | 10       | 0      | 0           | 0          |
| F. Fiore        | 1        | 0       | 0           | 0          | 0            | 0            | 0            | 0            | 1        | 0      | 0           | 0          |
| E. Helmvall     | 22       | 6       | 1           | 0          | 2            | 1            | 0            | 0            | 24       | 7      | 1           | 0          |
| S. Ketiš        | 16       | 0       | 1           | 0          | 0            | 0            | 0            | 0            | 16       | 0      | 1           | 0          |
| R. Larenza      | 4        | 0       | 1           | 0          | 0            | 0            | 0            | 0            | 4        | 0      | 1           | 0          |
| D. Lea          | 16       | 0       | 7           | 1          | 1            | 0            | 0            | 0            | 17       | 0      | 7           | 1          |
| N. Manno        | 9        | 1       | 1           | 0          | 2            | 0            | 0            | 0            | 11       | 1      | 1           | 0          |
| A. Marrone      | 22       | 0       | 1           | 0          | 2            | 0            | 1            | 0            | 24       | 0      | 2           | 0          |
| A. Mascia       | 4        | 0       | 1           | 0          | 2            | 0            | 1            | 0            | 6        | 0      | 2           | 0          |
| G. Matoušková   | 12       | 0       | 1           | 0          | 0            | 0            | 0            | 0            | 12       | 0      | 1           | 0          |
| P. Myllyoja     | 14       | -35     | 0           | 0          | 1            | -1           | 0            | 0            | 15       | -36    | 0           | 0          |
| D. Novellino    | 18       | 1       | 4           | 0          | 2            | 0            | 1            | 0            | 20       | 1      | 5           | 0          |
| A. Parascandolo | 9        | 1       | 2           | 0          | 1            | 0            | 0            | 0            | 10       | 1      | 2           | 0          |
| J. Piro         | 12       | 0       | 3           | 0          | 2            | 0            | 0            | 0            | 14       | 0      | 3           | 0          |
| F. Quazzico     | 9        | 0       | 3           | 0          | -            | -            | -            | -            | 9        | 0      | 3           | 0          |
| L. Silvioni     | 21       | 1       | 1           | 0          | 2            | 0            | 0            | 0            | 23       | 1      | 1           | 0          |
| F. Soro         | 15       | 1       | 4           | 0          | 1            | 0            | 0            | 0            | 16       | 1      | 4           | 0          |
| L. Strisciuglio | 17       | 0       | 1           | 0          | 1            | 0            | 0            | 0            | 18       | 0      | 1           | 0          |
| R. Sule         | 13       | 0       | 2           | 0          | 2            | 0            | 0            | 0            | 15       | 0      | 2           | 0          |
| E. Venanzi      | 0        | 0       | 0           | 0          | 0            | 0            | 0            | 0            | 0        | 0      | 0           | 0          |
| C. Weston       | 7        | 0       | 0           | 1          | -            | -            | -            | -            | 7        | 0      | 0           | 1          |
| M. Zecca        | 7        | 0       | 0           | 0          | -            | -            | -            | -            | 7        | 0      | 0           | 0          |